# هيلين دوغلاس
هيلين غاهيغان دوغلاس (بالإنجليزية: Helen Gahagan) (25 نوفمبر 1900-28  يونيو 1980) ممثلة وسياسية أمريكية. تضمنت حياتها المهنية النجاح في مسرح برودواي بصفتها مغنية أوبرا متجولة، والنجاح في دور البطولة لفيلم شي عام 1935، وقد ألهم تمثيليها لدور الشرير في الفيلم شخصية الملكة ديزني الشريرة في فيلم سنو وايت والأقزام السبعة (1937).
تزوجت من الممثل ميلفين دوغلاس، الذي بقيت على ذمته مدى حياتها.
في السياسة، كانت هيلين دوغلاس ثالث امرأة، وأول امرأة تابعة للحزب الديمقراطي، تُنتخب للكونغرس من ولاية كاليفورنيا، وقد أدى انتخابها إلى أن تصبح ولاية كاليفورنيا واحدة من أول ولايتين (جنبًا إلى جنب مع ولاية إلينوي) تنتخب أعضاء في مجلس النواب من حزبين مختلفين. أصبحت هزيمتها بصفتها مرشحة لمجلس الشيوخ في الولايات المتحدة في عام 1950 على يد الجمهوري ريتشارد نيكسون -الذي قامت بحملات ضد حملاته الرئاسية اللاحقة- رمزًا للانتقادات السياسية الحديثة، إذ أشار نيكسون إليها باعتبارها «وردية»، في إشارة إلى ملابسها الداخلية.

## حياتها المبكرة
وُلدت هيلين ماري غاهيغان في بونتونى بولاية نيوجيرسي، من أصول أيرلندية اسكتلندية. كانت هيلين هي الابنة الكبرى لوالدتها ليليان روز (موسين) ووالدها والتر ايتش. غاهيغان، وهو مهندس صاحب شركة بناء في بروكلين وحوض بناء سفن في أرفيرن بحي كوينز، وكانت والدتها مدرسة. تربَّت غاهيغان في كنف الكنيسة الأسقفية الأمريكية. نشأت غاهيغان في 231 لينكون بلاس في منطقة بارك سلوب في بروكلين، وهو حي للطبقة المتوسطة العليا، وتخرجت من مدرسة بيركلي المرموقة للبنات. بعد مشاددة مع والدها، الذي لم يكن يعتقد أن التمثيل مستقبل مناسب للمرأة، أُرسلت للدراسة في مدرسة كابن للبنات في نورثهامبتون ولاية ماساتشوستس.
حصلت غاهيغان على القبول في كلية بارنارد في جامعة كولومبيا. غادرت الكلية بعد سنتين دون أن تنهي شهادتها، لتمارس مهنة التمثيل، وهو ما أثار استياء والدها.

## أواخر حياتها

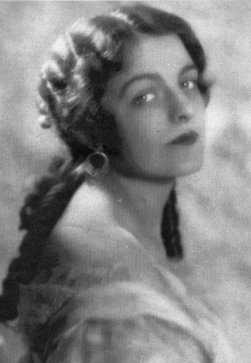
الصورة شخصية لهيلين دوغلاس وهي عبارة عن مسح ضوئي لمجلة "Artists & Models" الأصلية التي صدرت في عشرينيات القرن العشرين.

شاع أن هيلين دوغلاس كانت ستُمنح تعيينًا سياسيًا في إدارة ترومان، ولكن السباق بين نيكسون ودوغلاس، في ما يخص حملة الرئاسة، جعل هذا التعيين مثيرًا للجدل بالنسبة لترومان. وفقًا لنائب رئيس اللجنة الوطنية الديمقراطية، إنديا إدواردز، إحدى مؤيدات دوغلاس، لم يكن من الممكن أن تُمنح دوغلاس تعيينًا سياسيًا.
عادت إلى التمثيل في عام 1952، ثم شنت حملة لصالح جون إف. كينيدي، الذي خاض الانتخابات بنجاح ضد نيكسون في السباق الرئاسي عام 1960. عيّنها ليندون جونسون، خليفة كينيدي، «سفيرة خاصة» في تنصيب الرئيس الليبيري وليام توبمان، غير أن معارضة دوغلاس اللاحقة لحرب فيتنام أغضبته وأبعدته عنها. خاضت حملة لجورج ماكغفرن في محاولته الرئاسية الفاشلة، من أجل منع إعادة انتخاب نيكسون في عام 1972، ودعت إلى عزل نيكسون من منصبه خلال فضيحة ووترغيت.
في أثناء فضيحة ووترغيت وبعدها، ظهرت ملصقات تحمل عنوان «لا تلومني، لقد صوّتُ لهيلين غاهيغان دوغلاس» على سيارات في كاليفورنيا. في حفل تخرجها سنة 1979، منحت كلية برنارد غاهيغان دوغلاس أعلى تكريم لها، وسام بارنارد للتميز. تُوفيت في العام التالي بسبب سرطان الثدي والرئة، إلى جانب زوجها الممثل ميلفن دوغلاس.

## روابط خارجية
- هيلين دوغلاس على موقع IMDb (الإنجليزية)
- هيلين دوغلاس على موقع الموسوعة البريطانية (الإنجليزية)
- هيلين دوغلاس على موقع ميوزك برينز (الإنجليزية)
- هيلين دوغلاس على موقع أول موفي (الإنجليزية)
- هيلين دوغلاس على موقع قاعدة بيانات برودواي على الإنترنت (الإنجليزية)
- هيلين دوغلاس على موقع قاعدة بيانات برودواي على الإنترنت (الإنجليزية)
- هيلين دوغلاس على موقع إن إن دي بي (الإنجليزية)
- هيلين دوغلاس على موقع ديسكوغز (الإنجليزية)
- هيلين دوغلاس على موقع قاعدة بيانات الفيلم (الإنجليزية)